# Parque nacional Ben Halls Gap
Ben Halls Gap es un parque nacional en Nueva Gales del Sur (Australia), ubicado a 251 km al norte de Sídney.

## Datos
- Área: 25 km²
- Coordenadas: 31°37′11″S 151°11′6″E / -31.61972, 151.18500
- Fecha de Creación: 22 de diciembre de 1995
- Administración: Servicio Para la Vida Salvaje y los Parques Nacionales de Nueva Gales del Sur
- Categoría IUCN: Ia

Véase también:
- Zonas protegidas de Nueva Gales del Sur